# シースラグ (ミサイル)
シー・スラグ（英語: Sea Slug）は、イギリスの第1世代の艦隊防空ミサイル。名称はウミウシの意味。システム区分はGWS.1または2。

## 来歴
アメリカ海軍と同じく、イギリス海軍は、第二次世界大戦中より艦対空ミサイルの開発に着手していた。ただしアメリカ海軍では日本軍の特別攻撃隊への対策が契機となったのに対し、イギリス海軍の場合は、1943年頃よりドイツ国防軍が実戦投入したフリッツXやHs 293といった誘導爆弾への対策が動機となった。これらの誘導爆弾は高角機銃の射程外から投弾されるため、母機対処の必要から、より長射程の対空兵器が求められていたのである。
これに応じて、1943年より、LOP/GAP（Liquid-Oxygen Petrol / Guided Anti-aircraft Projectile）計画が開始された。これはまもなく単にGAPと称されるようになり、1947年にはシースラグと改称した。要求事項は度々改訂されたことから、1948年1月の会議で要目が策定された際に、従来の試験機としてのシースラグと区別するために「シースラグII」と改称されたものの、その後も改訂が重ねられたことから、結局、また単に「シースラグ」と称するようになった。
1957年に大規模な艦隊の近代化が予定されていたことから、1956年までに実用化することが望まれていたものの、これは間に合わなかった。また1950年3月には、当時アメリカ合衆国で開発されていたテリアミサイルの売り込みがなされたが、国内産業涵養の観点や、調達が国際政治の影響を受ける懸念から、これは採択されず、シースラグの開発が継続された。「ガードル・ネス」が試験艦として供されて、1956年10月には誘導試射が開始され、1961年の試射によって配備可能な状態であることが確認された。
また1957年からは、射程の延伸を図ったシースラグMk.IIの開発が着手され、1965年までに試験を終了した。これとあわせて艦上装置のデジタル化も図られ、システム区分はGWS.2に変更されて、カウンティ級駆逐艦後期型（バッチ2）で搭載された。

## 設計

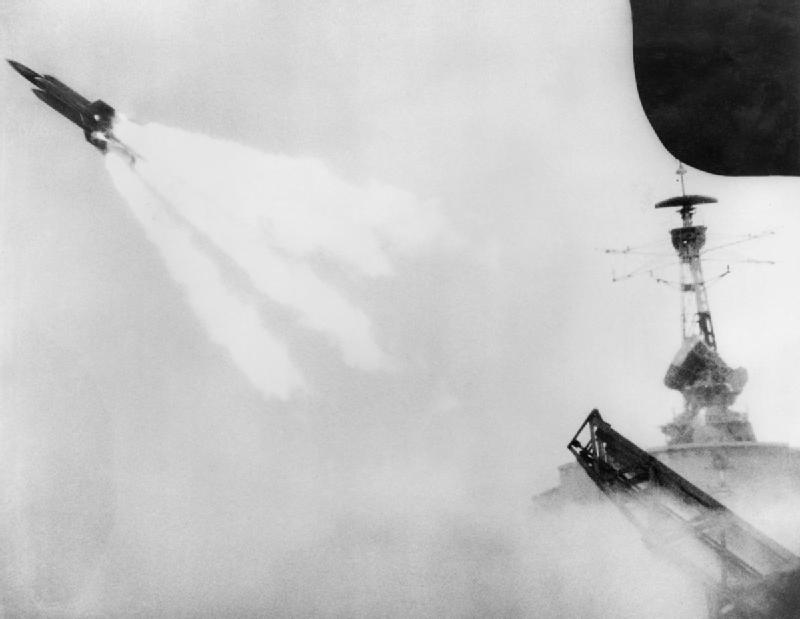
試射の様子。

ミサイルのエンジンとしては、最初期は計画名のとおり液体燃料ロケットを採用する予定だったが、幸い、1956年までに固体燃料ロケットに変更された。弾庫の稠密度を上げてスペースを削減することが重視されたことから、弾体の周囲に4本のロケット・モーターを配置する特徴的な設計が採用された。当初は1つの目標に対して3発を斉射する予定であったため、3連装発射機が検討されたが、設計に難があり、結局は連装発射機とされた。初期のテリアやタロスと同様、ミサイルは弾倉で水平方向に配列されており、そこから艦尾の発射機に至るまでのトンネルのなかで動作確認や動翼の接合などの各種作業を経て、発射機に装填される。
ミサイルの誘導方式はビームライディングが採用された。1発当たり命中公算は0.55と計画されており、また「ガードル・ネス」での実射試験では80パーセントの撃墜率を記録している。火器管制レーダーとしては901型レーダーが採用されていたが、GWS.2では901M型に更新された。901M型では、誘導用とは別に、目標追尾用として3本目のビームも追加された。これにより、一度目標上方に上昇したのち、急降下して邀撃することができる。低空目標対処のためテレビ映像装置も追加された。また上記の通り、GWS.2では全体的に艦上装置のデジタル化・自動化が図られている。
1973年より次世代の艦隊防空ミサイルとして開発されたシー・ダート GWS.30が就役を開始したものの、アメリカのスタンダードミサイルと違って前方互換性がなかったことから、シー・スラグの搭載はカウンティ級のみで終了することとなった。

## 配備

### 搭載艦
- イギリス海軍
  - カウンティ級駆逐艦バッチ1（GWS.1）
  - カウンティ級駆逐艦バッチ2（GWS.2）
- チリ海軍
  - カウンティ級駆逐艦バッチ2（GWS.2）

### 実戦における使用
フォークランド紛争において参加した艦艇の内、「アントリム」搭載の本ミサイルをアルゼンチン空軍のダガー攻撃機に対して使用したが命中は得られなかった。またポート・スタンリー飛行場の攻撃作戦の際には、やはり同艦搭載の本ミサイルを弾道飛行させて攻撃に使用したという珍しい戦績が記録されている。